# 샤를 케클랭
샤를 루이 외젠 케클랭(프랑스어: Charles-Louis-Eugène Koechlin, 1867년 11월 27일 ~ 1950년 12월 31일)은 프랑스의 작곡가이다. 1867년 11월 27일 파리 태생으로, 15세부터 작곡 활동을 시작해, 파리 음악원에서 앙드레 제달주, 쥘 마스네, 가브리엘 포레에 사사하면서, 1898년부터 1901년까지는 조수도 맡는다. 1910년에는, 포레, 라벨, 카플레등에 의해서 진행된「독립 음악 협회(SocieteMusicale Independante)」의 설립에 참가했다. 비평가, 이론가로서도 뛰어나 1909년부터「예술록(chronique des Arts)」잡지에 평론 집필을 시작한 것을 비롯해서, 1915년까지 대위법이나 작곡법이 뛰어난 저술을 남겨 평가가 높아져, 1935년부터 1943년까지의 8년간에 쓴「관현악법 개론(Traitede l'orchestration)：전4권」에 의해, 당대를 대표하는 이론가로서의 명성을 확립한다. 1937년에 스콜라 칸토룸으로 교직에 종사하고, 나중에는 미국이나 캐나다에서도 교편을 맡는다. 우아한 선율미를 특징으로 해, 높은 선법성을 이용한 온화하고 옛날 음악다운 분위기 속에, 고급 대위법을 구사해 재기 흘러 넘치는 작풍을 견지했다. 다작가이기도 해, 작품 번호가 매겨진 것으로 226개의 작품을 남기고 있다.

## 작품목록

### 교향곡
- 교향곡 가장조 (1893–1908)
- 교향곡 1번 마단조 Op. 57bis (현악4중주 2번을 편, 작곡한 곡)
- 칠성교향곡 Op. 132 (1933) (7명의 할리우드 배우를 주제로 한 곡)
- 찬가교향곡 (1936)
- 교향곡 2번 가단조 Op. 196 (1943–44)